# Онішківська сільська рада
Онішківська сільська рада — адміністративно-територіальна одиниця у Оржицькому районі Полтавської області з центром у c. Онішки.
Населення — 927 осіб.

## Населені пункти
Сільраді були підпорядковані населені пункти:
- c. Онішки

## Географія
Територією сільради протіка річка Оржиця.

## Історія
Полтавська обласна рада рішенням від 25 березня 2008 року уточнила назву села Онишки Онишківської сільради на Онішки та перейменувала Онишківську сільраду на Онішківську.